# Dağyoncalı, Serdivan
Dağyoncalı là một xã thuộc quận Serdivan, tỉnh Sakarya, Thổ Nhĩ Kỳ. Dân số thời điểm năm 2008 là 402 người.